# Вакхиды
«Вакхиды» (лат. Bacchides) — комедия-паллиата римского драматурга Тита Макция Плавта, написанная и поставленная предположительно после 189 года до н. э.
Пьеса является переделкой комедии греческого драматурга Менандра «Двойной обман», сохранившейся только в виде ряда разрозненных фрагментов. Точных данных о времени постановки «Вакхид» нет, но один из персонажей говорит, что в нынешнее время триумфы стали слишком банальной вещью. Много триумфов в Риме состоялось в 189 году до н. э. Таким образом, пьеса могла быть поставлена в промежутке между этой датой и 184 годом до н. э., когда умер автор.
Центральные персонажи пьесы — сёстры-гетеры, которые обманывают и молодых людей, и их престарелых отцов. Антиковеды отмечают, что, создавая эти образы, Плавт явно имел в виду не греческих гетер, а римских продажных женщин — малокультурных, жадных и жестоких по отношению к своим клиентам.